# Nybøl (Sønderborg Kommune)
Nybøl (dt. Nübel) ist eine Kleinstadt mit 1146 Einwohnern (1. Januar 2023) und gleichzeitig Hauptort des Nybøl Sogn in der süddänischen Sønderborg Kommune. Die Kleinstadt liegt (Luftlinie) etwa 3 km nordwestlich von Dybbøl, 4 km nördlich von Broager, 6 km östlich von Gråsten und 7 km westlich von Sønderborg.

## Sehenswürdigkeiten
Im südlichen Nybøl befindet sich die um 1150 erbaute Nybøl Kirke.
Ungefähr zwei Kilometer nordwestlich des Ortes liegt die etwa 400 Jahre alte Nybøl Mølle.

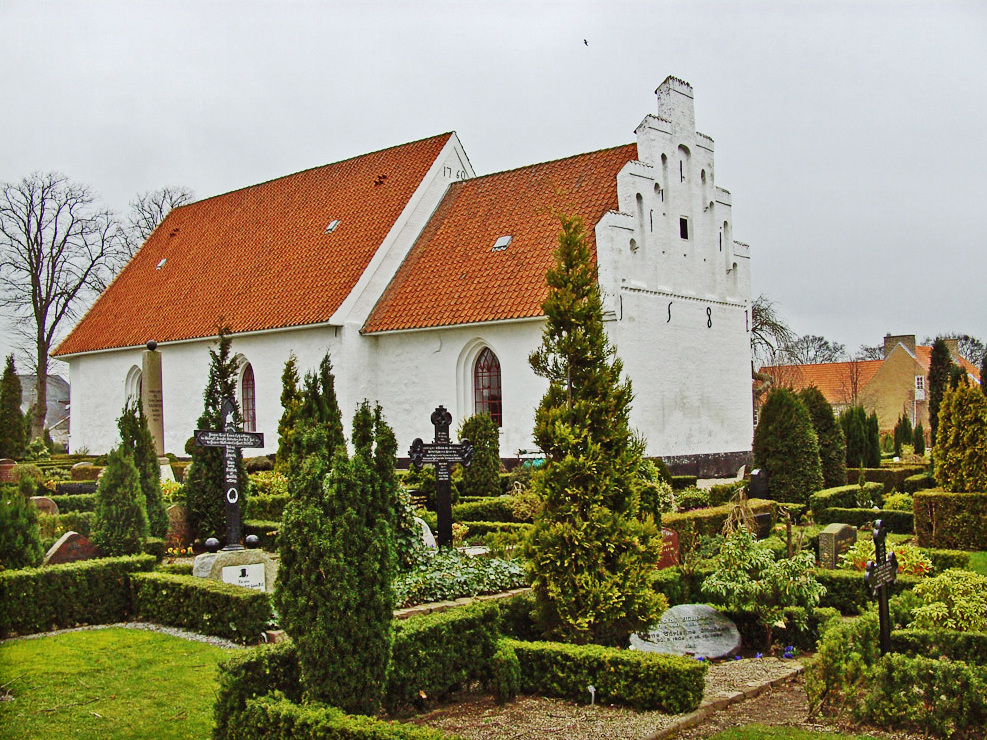
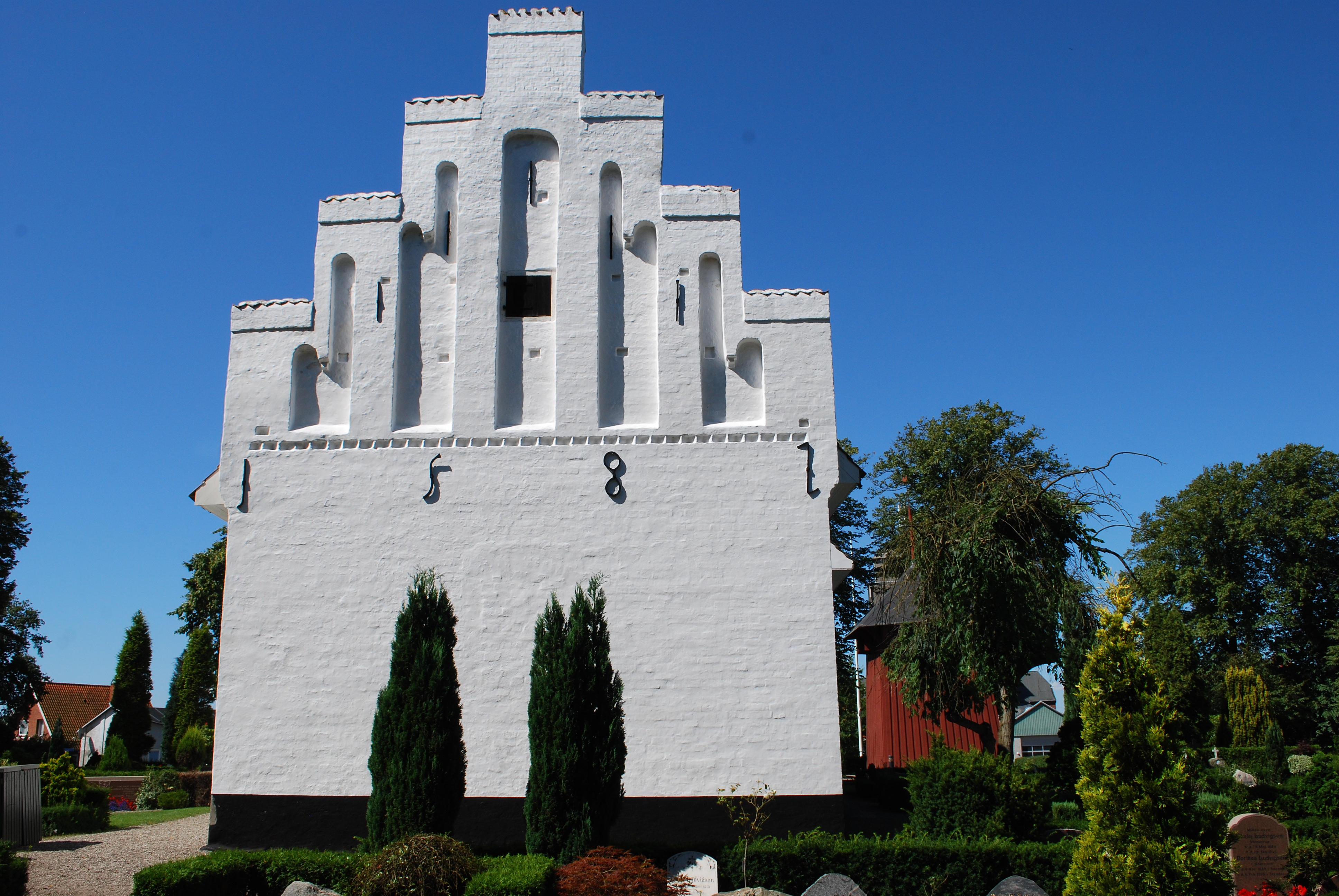
Nybøl Kirke
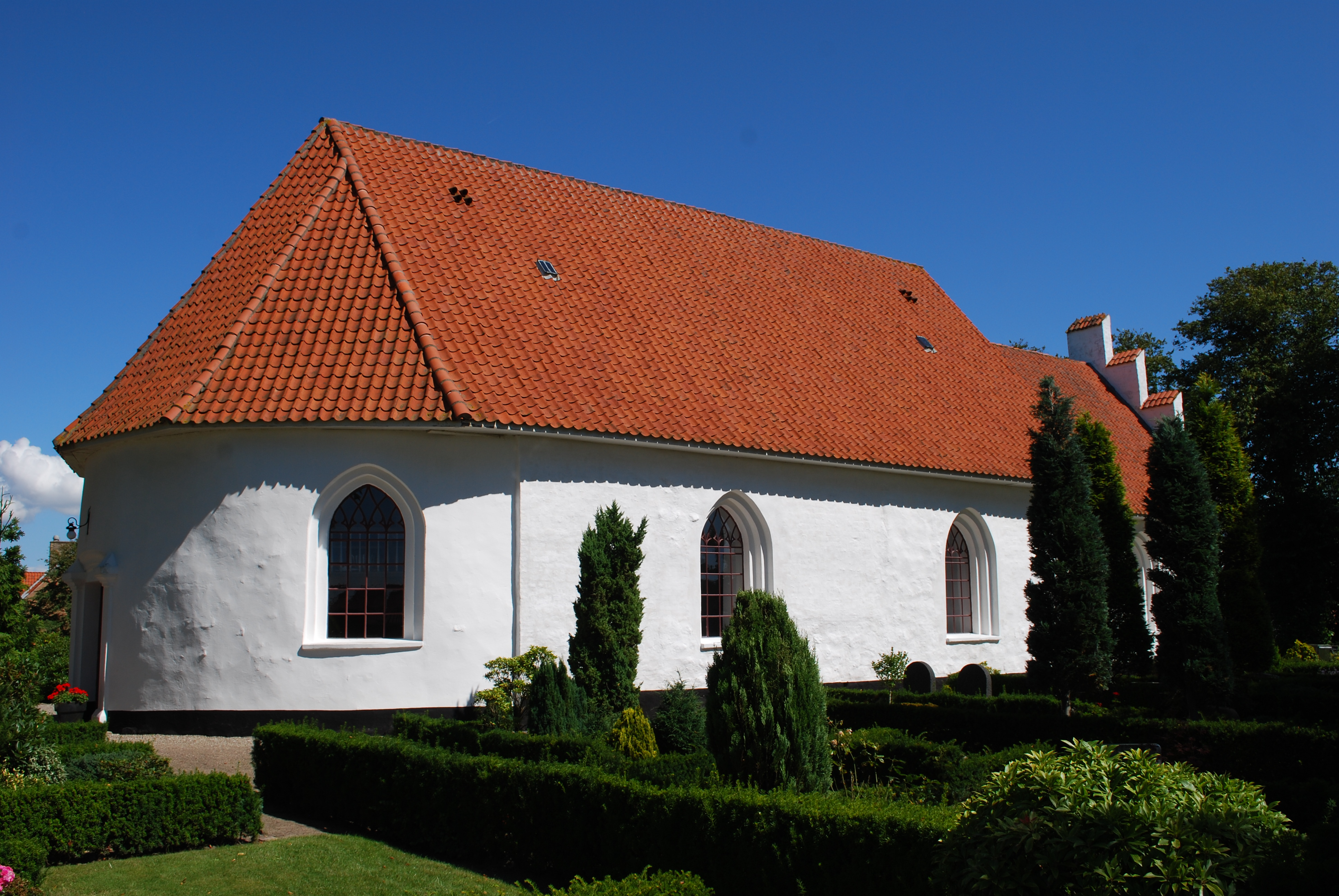

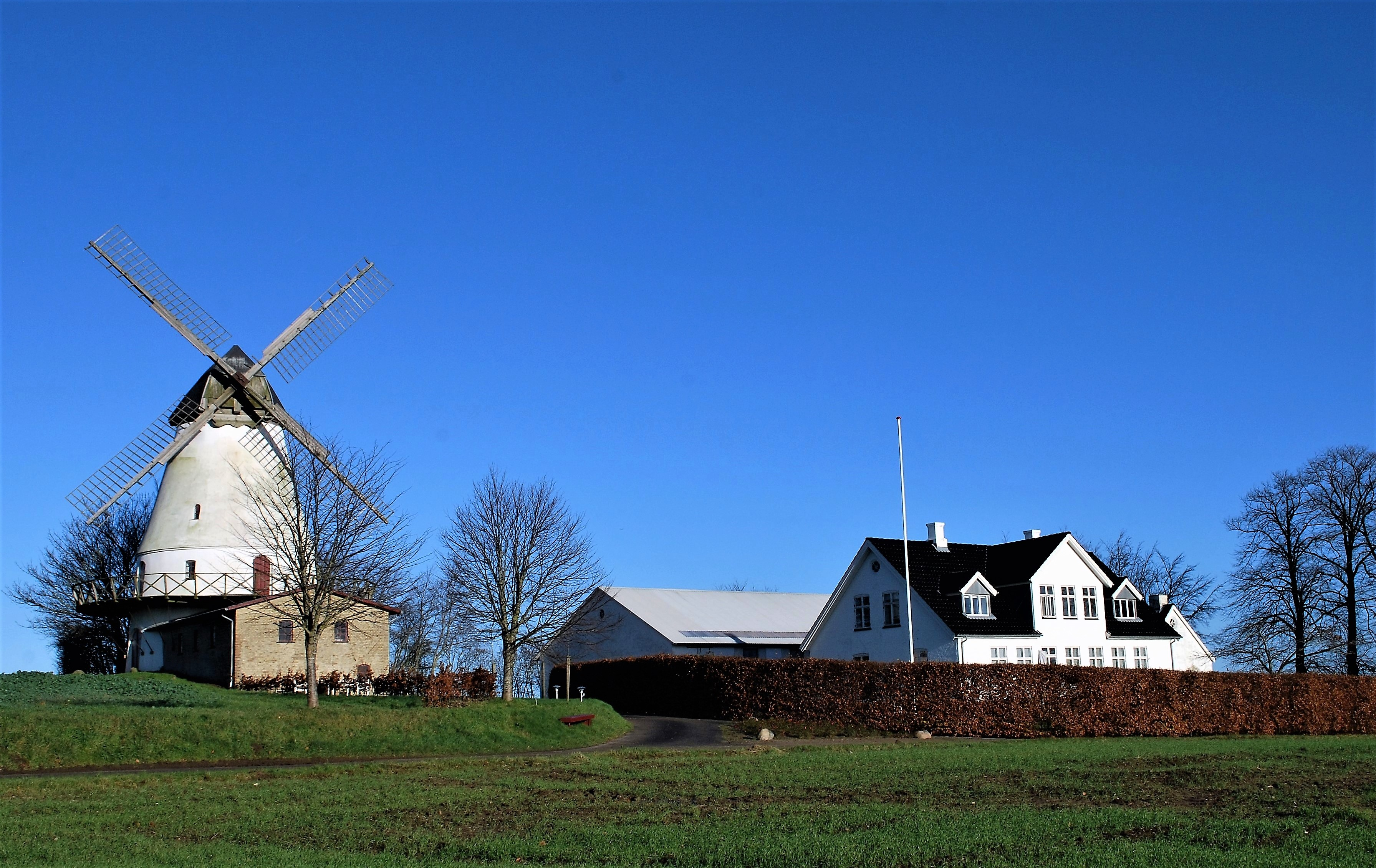
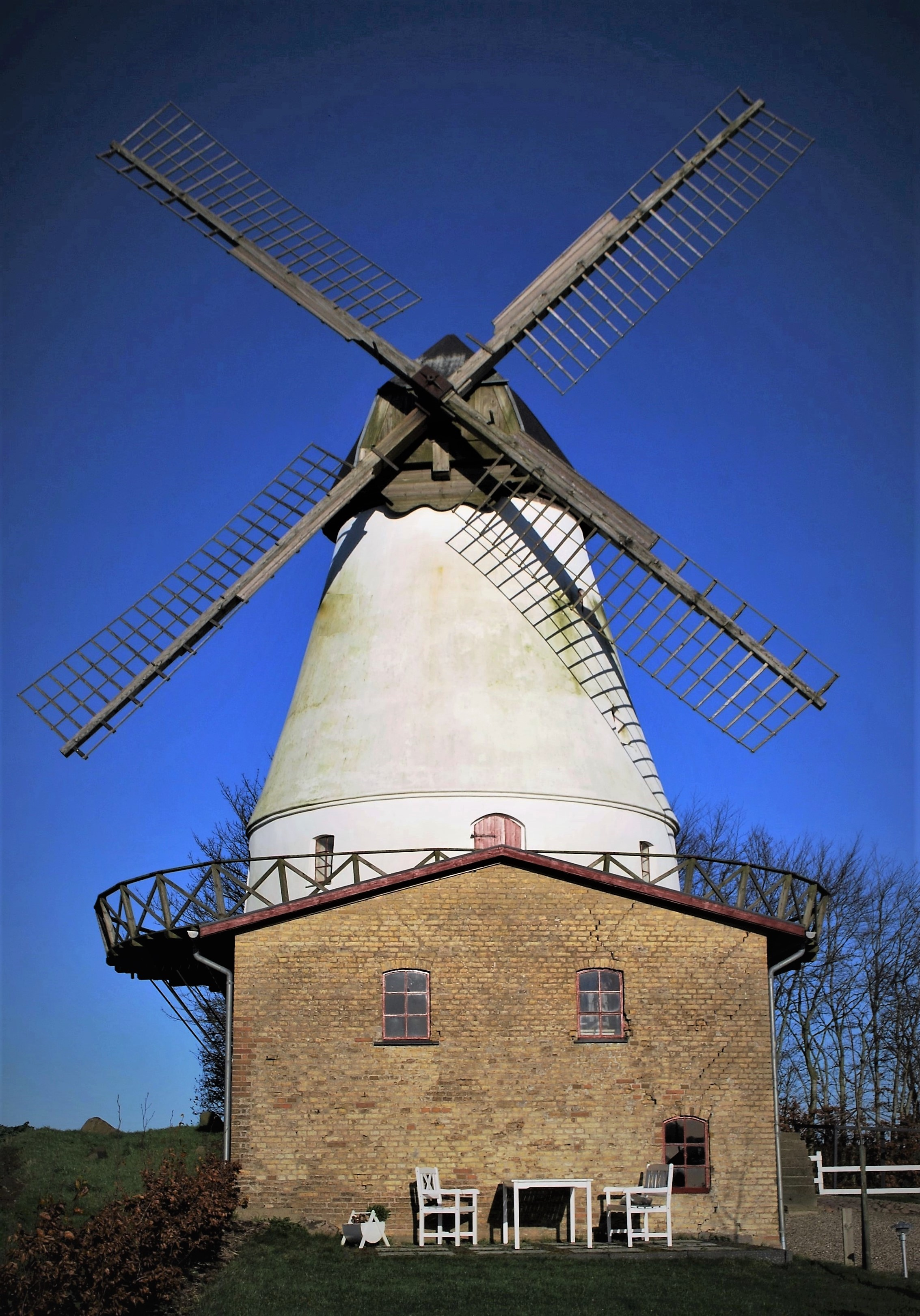
Nybøl Mølle
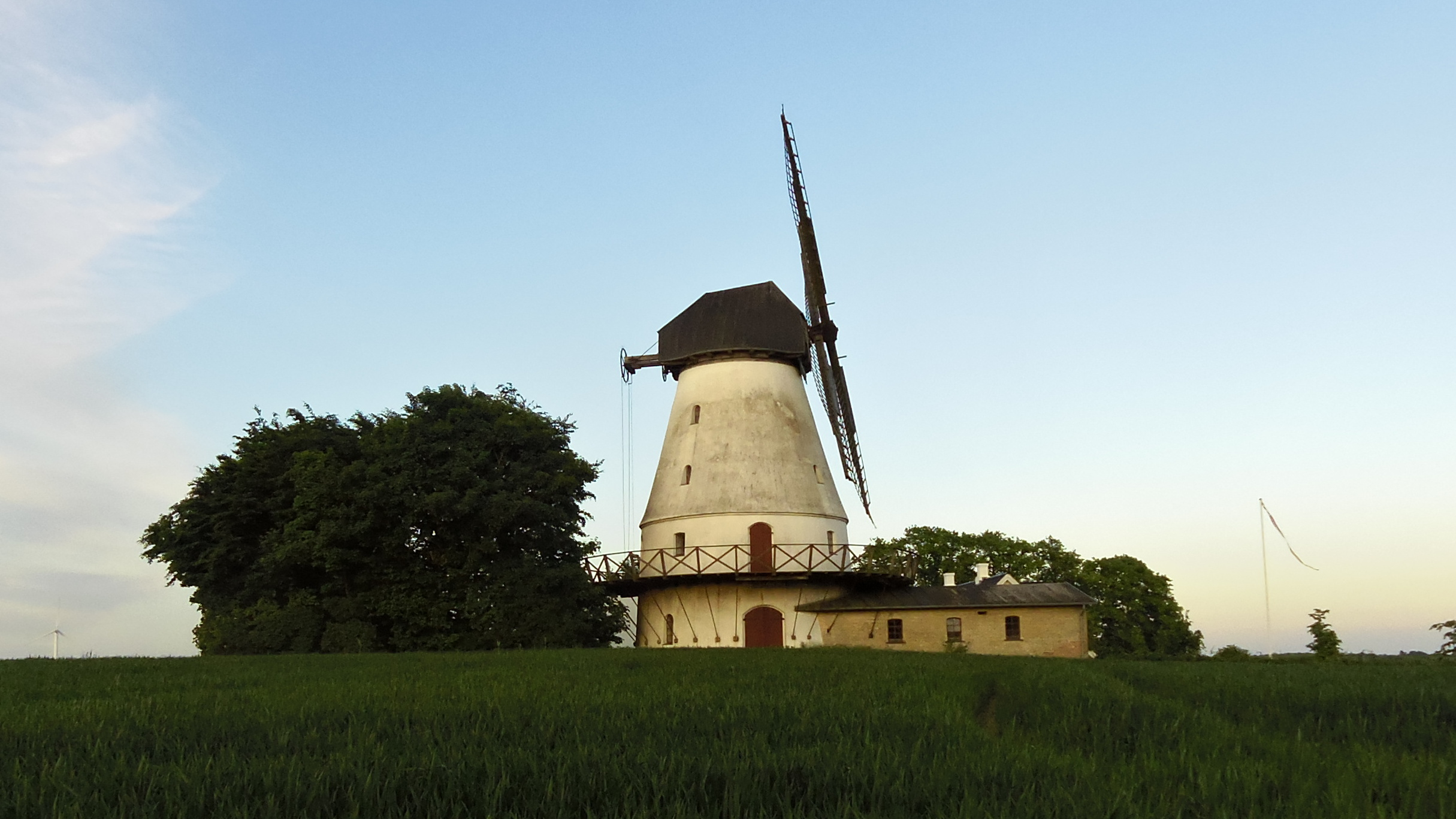